# Ludwig I. (Hessen)
Ludwig I. von Hessen (der Friedfertige) (* 6. Februar  1402 in Spangenberg; † 17. Januar 1458 ebenda) war der jüngste Sohn des Landgrafen Hermann II. von Hessen und dessen Frau Margarete, einer Tochter des Burggrafen Friedrich V. von Nürnberg. Er folgte, bis 1416 unter Vormundschaft, seinem Vater im Jahre 1413 als Landgraf von Hessen.

## Leben

### Territorialpolitik
Unter Ludwig wurden die Auseinandersetzungen fortgeführt, die das hessische Landgrafenhaus bereits unter seinen Vorgängern mit den Mainzer Erzbischöfen um umstrittene Herrschaftsansprüche geführt hatte. Ludwig gelang es, die unter Landgraf Heinrich II. verloren gegangenen Städte an der Werra 1419 und 1433 zurückzugewinnen. Im großen Maßstab brachen kriegerische Auseinandersetzungen aus, nachdem 1425 der Abt von Fulda, Johann I. von Merlau, durch den Mainzer Erzbischof Konrad III. von Dhaun aus seinem Herrschaftsbereich vertrieben worden war und sich unter den Schutz Ludwigs gestellt hatte. Am 23. Juli 1427 bei Kleinenglis wenige Kilometer südlich von Fritzlar und am 10. August 1427 bei Fulda schlug der Landgraf im Mainzisch-Hessischen Krieg die Truppen des Erzbischofs unter Gottfried von Leiningen vernichtend. Sein endgültiger Sieg wurde mit dem Frankfurter Frieden vom 8. Dezember 1427 bestätigt. Die Mainzer Machtansprüche wurden damit endgültig abgewiesen. Dagegen konnte er 1447 gegen Heinrich III. (Braunschweig-Grubenhagen) keinen Erfolg verbuchen.
Ludwig erwarb 1432 die Schirmherrschaft über die Abtei Hersfeld und 1443 die über das Kloster Corvey, und zwischen 1437 und 1456 die Lehenshoheit über mehrere Grafenhäuser und Herrschaften, wie z. B. Waldeck-Landau (1431), Waldeck-Waldeck (1438), Sayn-Wittgenstein (1439), Plesse (1447), Lippe (1449), Büren (1456) und Rietberg (1456). Die weitaus wichtigste darunter war die Grafschaft Ziegenhain (1437), deren Territorium bis dahin die beiden Hauptteile der Landgrafschaft Hessen voneinander getrennt hatte. Als das Haus Ziegenhain im Jahre 1450 mit Johann II. in der männlichen Linie ausstarb, zog Ludwig dieses Lehen ein, das auch die Grafschaft Nidda mit einschloss. Hinzu kamen Schutz- und Schirmherrschaften über das Hochstift Paderborn sowie über die Städte Erfurt und Mühlhausen.
Im Jubeljahr 1450 unternahm Ludwig eine Pilgerreise nach Rom und trug sich in das Bruderschaftsbuch des Collegio Teutonico di Santa Maria dell’Anima ein.

### Innenpolitik
1421 erhielten alle Handwerkergilden neue Zunftbriefe, die ihnen bisher nie gekannte Freiheiten und Rechte garantierten. In den Städten führte Ludwig die von seinem Vater begonnene Beschränkung der Machtbefugnisse der Räte fort, indem er ihnen dauerhafte Vertretungsorgane der Bürgerschaft an die Seite stellte. Namentlich setzte er in den wichtigsten Städten Oberhessens die von Landgraf Hermann eingeführten, 1414 jedoch von seinem Vormund Heinrich I. von Braunschweig wieder abgeschafften Vierer um 1430 wieder in die Verfassung ein.
Ludwig, Schwager des sächsischen Kurfürsten  Friedrich des Sanftmütigen (1428–1464), ließ als erster hessischer Landgraf Schildgroschen mit dem hessischen Löwen nach dem Vorbild der meißnischen Schildgroschen schlagen. Ludwig hatte sich der sächsischen Münzreform in November 1436 angeschlossen.

### Heiratspolitik
1446 vereinbarte Ludwig mit Philipp I. von Katzenelnbogen die Verheiratung ihrer beiden Kinder, Heinrich III. und Anna. Da Philipps Söhne vorzeitig starben, bereitete Ludwig damit im Endeffekt das für Hessen in finanzieller Hinsicht wichtige Erbe der wohlhabenden Grafschaft Katzenelnbogen von 1479 vor.

## Nachfolge
Am Ende seiner Herrschaft hatte Ludwig das Territorium der Landgrafschaft deutlich arrondiert; jedoch wurde Hessen nach seinem Tod geteilt:
- Niederhessen (mit Sitz in Kassel), ging an seinen Sohn Ludwig II.,
- Oberhessen (mit Sitz in Marburg/Lahn), kam an seinen Sohn Heinrich III.

Die beiden stritten bis 1470 um die genaue Abgrenzung ihrer gegenseitigen Herrschaftsbereiche und Hoheitsrechte, und 1469 kam es sogar zum offenen Krieg zwischen ihnen. Dieser Hessische Bruderkrieg wurde erst im Mai 1470 auf Vermittlung des dritten Bruders, des späteren Erzbischofs Hermann von Köln, beendet.

## Nachkommen
Ludwig heiratete am 13. September 1436 Anna von Sachsen (* 5. Juni 1420; † 17. September 1462), Tochter des Kurfürsten Friedrich I. von Sachsen, und wurde Vater von:
- Ludwig II. (1438–1471), Landgraf von Hessen, ⚭ Mechthild von Württemberg
- Heinrich III. (1440–1483), Landgraf von Hessen, ⚭ Anna von Katzenelnbogen (1443–1494)
- Hermann (1449–1508), 1480–1508 Erzbischof von Köln
- Elisabeth (1453–1489), ⚭ Johann III. von Nassau-Weilburg (1441–1480)
- Friedrich (1458–1463)